# أم سي أي
شركة أمريكا للموسيقى (بالإنجليزية: Music Corporation of America)‏ واختصارا "MCA" هي شركة أمريكية تأسست سنة 1924 في شيكاغو من طرف جول شتاين، متخصصة في الإنتاج الموسيقي والتلفزيوني. تم شراء هذه الشركة سنة 1990 من قبل «ماتسوشيتا» ومن ثم شركة «سيغرام» قبل ان تضمها في النهاية شركة يونيفرسال سنة 1997.